# Mickey, Donald, Dingo : Les Trois Mousquetaires
Pour les articles homonymes, voir Les Trois Mousquetaires.
Pour plus de détails, voir Fiche technique et Distribution.
Mickey, Donald, Dingo : Les Trois Mousquetaires (Mickey, Donald, Goofy: The Three Musketeers), est le 89e long-métrage d'animation des studios Disney. Sorti directement en vidéo en 2004, il est adapté du roman d'Alexandre Dumas publié en 1844.

## Synopsis
Ce film arrive des années après les exploits légendaires de D'Artagnan, Athos, Porthos et Aramis. La trame du film reprend un thème proche des romans d'Alexandre Dumas mais éloigné de l'histoire de France. Minnie a succédé au roi Louis XIII et Daisy est la dame de compagnie de la reine.
Mickey, Donald et Dingo travaillent comme concierges et hommes à tout faire dans la caserne des célèbres mousquetaires. Ils veulent devenir mousquetaires car pendant leur enfance les célèbres Trois Mousquetaires leur ont sauvé la vie. Malheureusement, leur maladresse les empêche d'accéder à leur rêve et, surtout, le capitaine des mousquetaires, Pat Hibulaire (qui a succédé à Monsieur de Tréville) les trouve incompétents : Donald est une poule mouillée, Dingo est aux abonnés absents et Mickey est trop petit.
Un jour, la reine Minnie échappe de justesse à un attentat. Elle demande donc au Capitaine Pat Hibulaire de la protéger grâce à ses mousquetaires. Malheureusement, Pat Hibulaire (qui remplace Richelieu) est l'âme du complot : il désire la renverser en secret grâce à l'aide de Clarabelle (Milady de Winter) et des Rapetou (les gardes du cardinal).
Pat Hibulaire nomme donc gardes du corps de la reine à nos 3 amis, comptant sur leur inefficacité sans se rendre compte qu'ils ont des capacités bien réelles de combattants (surtout Mickey) .

## Fiche technique
- Titre original : Mickey, Donald, Goofy: The Three Musketeers
- Titre français : Mickey, Donald, Dingo : Les Trois Mousquetaires
- Réalisation : Donovan Cook
- Scénario : David M. Evans et Evan Spiliotopoulos d'après le roman d'Alexandre Dumas
- Musique : Bruce Broughton
- Productrice déléguée : Margot Pipkin
- Production : DisneyToon Studios, Walt Disney Pictures
- Distribution : Buena Vista home entertainment
- Langue : anglais
- Format : Couleurs - 1,66:1 - Dolby Stéréo
- Durée : 64 minutes
- Dates de sortie : 
  - États-Unis : 17 août 2004
  - France : 4 août 2004 (DVD uniquement)

## Distribution

### Voix originales
- Wayne Allwine : Mickey Mouse
- Tony Anselmo : Donald Duck
- Bill Farmer : Dingo
- Jim Cummings : Pat Hibulaire
- Russi Taylor : Minnie Mouse
- Tress MacNeille : Daisy Duck
- April Winchell : Clarabelle Cow
- Jeff Bennett et Maurice LaMarche : Les Rapetou
- Rob Paulsen : le narrateur
- Frank Welker : voix additionnelles

### Voix françaises
- Laurent Pasquier : Mickey Mouse
- Sylvain Caruso : Donald Duck
- Gérard Rinaldi : Dingo
- Alain Dorval : Pat Hibulaire
- Marie-Charlotte Leclaire : Minnie Mouse
- Sybille Tureau : Daisy Duck
- Danièle Hazan : Clarabelle Cow
- Sylvia Bergé : Clarabelle Cow (voix chantée)
- Marc Séclin, Mike Marshall et Serge Biavan : les Rapetou
- Pierre-François Pistorio : le narrateur
- Yann Peira, Zaïra Benbadis : voix additionnelles

## Chansons du film
- Un pour tous - Le Troubadour et le régiment entier des mousquetaires
- Comme je suis beau - Pat Hibulaire (chansonnette dure quelques secondes)
- Sans crier gare - Le Troubadour et le chœur
- La chanson de Pat - Pat Hibulaire
- Au fil de l'amour - Le Troubadour et le chœur
- Habañera - Dingo, Clarabelle et le chœur
- C'en est fini - Le Troubadour et le chœur
- L'opéra - Chœur
- Tous pour un (Finale) - Mickey, Donald, Dingo et le régiment entier des mousquetaires.

## Sorties vidéo
- États-Unis : 3 août 2004
- France : 4 août 2004
- Hongrie : 17 août 2004
- Danemark : 15 septembre 2004
- Suède : 22 septembre 2004
- Islande : 23 septembre 2004

## Autour du film
- Pat Hibulaire est représenté dans ce film avec son apparence "moderne", mais en incluant un clin d’œil a sa première apparence, car il a en effet une jambe de bois.
- Mickey, Donald et Dingo étaient déjà apparus en mousquetaires dans le livre Mickey et les Trois Mousquetaires publié par Hachette en 1977[1].
- Les thèmes des chansons sont empruntés à la musique classique : Le Beau Danube Bleu de Strauss (Au fil de l'amour), Dans l'antre du roi de la montagne, de Grieg (La chanson de Pat), L'amour est un oiseau rebelle (Habañera) de Bizet, la Symphonie n° 5 de Beethoveen (C'en est fini), Orphée aux Enfers d'Offenbach (Tous pour un), ...
- Pat Hibulaire dit que la chanson qui va être interprétée à l'Opéra est Je voudrais déjà être roi, une chanson interprétée par le personnage de Simba dans Le Roi lion (1994).
- Une référence est faite au film Pinocchio, lorsque l'un des Rapetou demande si les autres ont déjà vu Monstro la baleine, l'un des antagonistes du film de 1940.
- Ce film est l'un de ceux non-Pixar à inclure le clin-d'œil A113, presque toujours présent dans les films de la filiale.
- L'univers du film est repris pour être un monde à part entière dans le jeu vidéo Kingdom Hearts 3D: Dream Drop Distance.
- La tour où est enfermée Minnie est la copie de la tour du château de Merlin l'enchanteur.
- Beaucoup de lieux de France sont représentés comme Le Château de Versailles (là où réside Minnie), L' Opéra Garnier de Paris (lors de la bataille finale) Le Mont Saint Michel (où Mickey se fait emprisonner) et quelques endroits de Paris notamment au abords de la Seine.